# Ilja Moeromets (vliegtuig)
Ilja Moeromets (S-22 Ilja Moeromets) is een serie vliegtuigmodellen van een viermotorige dubbeldekker met een houten frame die in Rusland werden gebouwd door de Russisch-Baltische Spoorwegfabriek in de periode van 1913 tot 1918. Dit type vliegtuig brak diverse records in categorieën zoals draagvermogen, aantal passagiers, vliegtijd en vlieghoogte.

## Ontwerpontwikkeling en eerste modellen

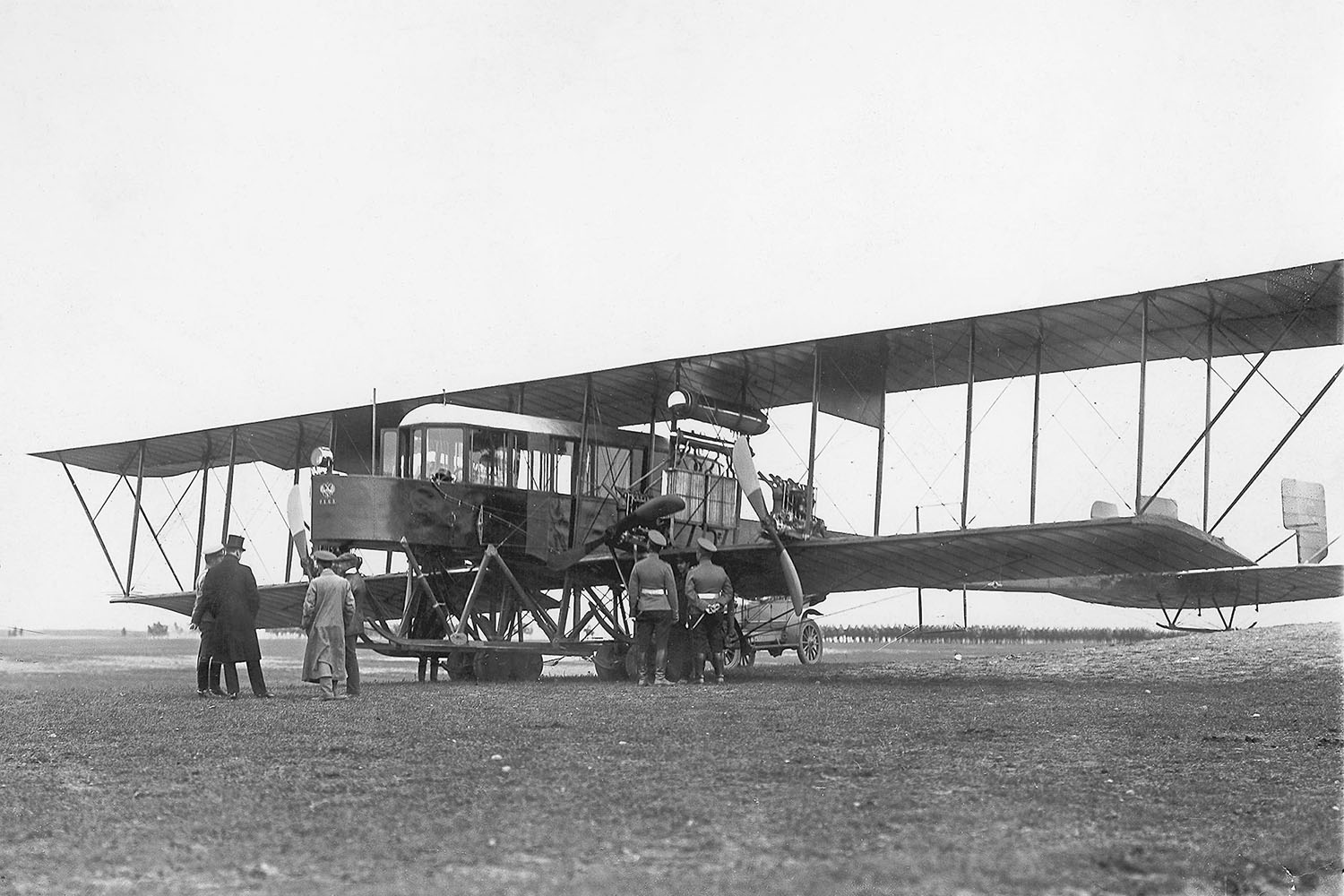
Vliegtuig De Russische ridder

Het vliegtuig werd ontworpen door de vliegtuigbouwafdeling van de Russisch-Baltische fabriek in Sint-Petersburg onder leiding van Igor Sikorsky. Zijn staf bestond uit vliegtuigbouwers als K. Ergant, M. Klimikseev, A. Serebrjannikov, V. Panasjoek, prins A. Koedashev, G. Adler en anderen. De Ilja Moeromets was gebaseerd op het model S-21 De Russische Ridder waar de ontwerpers eindeloos aan verder sleutelden. Aan het einde van het proces was het vliegtuig ingrijpend aangepast. Men bleef wel trouw aan de oorspronkelijke werktekening met het geraamte van de vleugels, waarbij de vier motoren in een rij geplaatst waren op de onderste vleugels. De vliegtuigromp kreeg echter een geheel nieuw ontwerp. Omdat het nieuwe vliegtuig voorzien werd van vier Argus-motoren met elk een vermogen van 100 pk, beschikte het nieuwe toestel over twee keer zoveel draagkracht en kon het veel hoger vliegen.
De Ilja Moeromets was 's werelds eerste passagiersvliegtuig. Het was ook het eerste vliegtuig dat een eigen comfortabele vliegcabine voor passagiers had die niet één geheel met de cockpit vormde. De passagiersruimte had slaapkamers en zelfs een badkamer met toilet; verder nog een eigen verwarming (via de warmte van de uitlaatgassen) en elektrische verlichting. In de cabine waren ook deuren aangebracht die toegang gaven tot de ruimtes op de onderste vleugel. Het begin van de Eerste Wereldoorlog en ook de latere burgeroorlog vormden een enorme belemmering voor de verdere ontwikkeling van de Russische vliegtuigbouw.
In oktober 1913 kwam de eerste viermotorige dubbeldekker onder de naam Ilja Moeromets gereed. Na wat testvluchten werden er vliegdemonstraties gegeven waarbij diverse records scherper gesteld werden. In het bijzonder betrof dit de laadcapaciteit van het vliegtuig. Op 12 december 1913 steeg het vliegtuig op met 1100 kilo aan boord (het voorgaande record in een Sommer-vliegtuig stond op 653 kilo). Op 12 februari 1914 werd een nieuw record gevestigd: vliegtuigbouwer Sikorsky nam zelf de rol van piloot op zich en vloog met zestien passagiers en een hond aan boord die samen een totaal gewicht registreerden van 1290 kilo.
In de lente van 1914 werd de eerste Ilja Moeromets omgebouwd tot watervliegtuig met veel krachtiger motoren. De Admiraliteit nam dit aangepaste vliegtuig in dienst en dit type bleef tot 1917 het meest krachtige watervliegtuig.
Een tweede model (IM-B Kievski) was kleiner, maar had sterkere motoren. Op 4 juni 1914 bereikte het een recordhoogte van 2000 meter met tien passagiers. Op 5 juni maakte het vliegtuig een vlucht van 6 uur, 33 minuten en 10 seconden en vestigde daarmee een nieuw duurrecord. Op 16-17 juni werd de reis van Sint-Petersburg naar Kiev met een tussenlanding voltooid. Dit type vliegtuig kreeg vanwege deze prestatie daarom de benaming Kievski. In de periode 1915-1917 werden er nog drie Kievski-vliegtuigen gebouwd. (Serie G-1 en ook G-2, zie informatie hieronder.) Deze Kievski-vliegtuigen van het eerste type kregen de benaming Serie B. Er werden in het totaal zeven exemplaren gebouwd.
In 1915 ontwikkelde ingenieur Kireev van de vliegtuigbouwafdeling van de Russisch-Baltische fabriek in Sint-Petersburg de vliegtuigmotor R-BV3. Dit is een tweetakt zescilinder-motor met waterkoeling. De oorspronkelijk voor auto’s ontwikkelde radiatoren waren aan de zijkant van de motor bevestigd. Deze R-BV3 motor werd in sommige aangepaste modellen van de Ilja Moeromets geïnstalleerd.

## Gebruik van Moeromets tijdens de Eerste Wereldoorlog

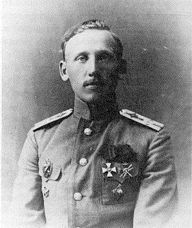
Luitenant I.S. Bashko, een van de vliegers van de Ilja Moeromets

Nog voordat Rusland betrokken raakte bij de Eerste Wereldoorlog (op 1 augustus 1914) waren er al vier Ilja Moeromets vliegtuigen gebouwd. In september 1914 werden ze overgedragen aan de Russische Keizerlijke Luchtmacht. Op 23 december 1914 gaf de tsaar zijn goedkeuring aan het voornemen van de krijgsraad om een eskader van bommenwerpers van het type Ilja Moeromets te bouwen. Dit Russische eskader van luchtvaartuigen (EVK) was daarmee de eerste formatie van vliegtuigen die als doel had bombardementen uit te voeren. Het eskader stond onder het bevel van M.V. Shidlovski en ontving haar instructies van de hoogste militaire legerstaf. Shidlovski moest de nieuwe luchtmacht feitelijk vanaf de grond opbouwen. Igor Sikorsky was de enige persoon die op dat moment in staat was om een Moeromets te vliegen. De andere stafleden hadden een onzekere, zo niet vijandige houding ten opzichte van het idee om grote vliegtuigen in te zetten als bommenwerpers. Omscholing van personeel was nodig en de toestellen moesten een militaire uitrusting krijgen.
Op 27 februari 1915 moest het bommeneskader voor de eerste keer uitvliegen met een gevechtsmissie. Tijdens de oorlog was men begonnen met een massaproductie van vliegtuigen van het serie V model, met dertig toestellen als resultaat. De vliegtuigen waren kleiner en sneller dan de Serie B modellen. De bemanning van een bommenwerper bestond uit vier personen. Verder hadden sommige modellen slechts twee motoren. Het gewicht van de gebruikte bommen was ongeveer 80 kilo en bij uitzondering werden zwaardere bommen tot wel 240 kilo ingezet. In de herfst van 1915 werd tijdens een bombardement de zwaarste bom ooit gebruikt met een gewicht van 410 kilo.
Van 1915 tot 1918 begon de productie van vliegtuigen in de Serie G klasse. Dit type vliegtuig had een bemanning van zeven personen. Allereerst werd de G-1 in productie genomen, daarna in 1916 de G-2 met een speciale cabine met afweergeschut, vervolgens de G-3, en ten slotte in 1917 de G-4. In 1915-16 kwamen vliegtuigen van het type D (DIM) uit. De bouw van deze vliegtuigen ging door tot 1918. Vliegtuigen van het type G-2, waarvan er één een hoogte van 5200 meter wist te bereiken, werden ingezet tijdens de burgeroorlog.

## Militaire missies en verliezen
In de oorlogsjaren 1914-18 werden in totaal zestig vliegtuigen ingezet. Het bommeneskader registreerde een totaal van vierhonderd militaire missies, dropte 65.000 kilo bommen en schakelde twaalf militaire jachtvliegtuigen uit. Er werd slechts één vliegtuig in een direct gevecht met Duitse jagers totaal vernietigd en drie toestellen zwaar beschadigd.
Andere gebeurtenissen met een noodlottige afloop voor Ilja Moeromets vliegtuigen:
- Op 25 september 1916 werd tijdens een Duitse aanval op het militaire hoofdkwartier van de 89ste artilleriedivisie het vliegtuig van luitenant Maksheev neergehaald. Dit gebeurde bij de plaats Antonovo en het Boroena-station.

Er werden nog twee Moeromets vliegtuigen neergeschoten door luchtafweergeschut:
- Op 2 november 1915 werd het vliegtuig van staf-kapitein Ozjorski neergeschoten; het vliegtuig werd vernietigd.
- Op 13 april 1916 werd het vliegtuig onder bevel van luitenant Konstentsjik onder vuur genomen. Het vliegtuig wist met moeite het vliegveld te bereiken, maar de opgelopen schade was zo groot dat het vliegtuig nooit gerepareerd werd.

In april 1916 bombardeerden zeven Duitse vliegtuigen de luchthaven Segewold (Sigulda) waarbij vier Moeromets-vliegtuigen schade opliepen. De belangrijkste reden waarom vliegtuigen verloren gingen, had echter te maken met ongelukken en technische mankementen. Liefst twintig vliegtuigen vond zo hun einde. De IM-B Kievski voltooide ongeveer dertig militaire vluchten en werd later als opleidingsvliegtuig ingezet.

## Gebruik Moerometsvliegtuigen na de Oktoberrevolutie

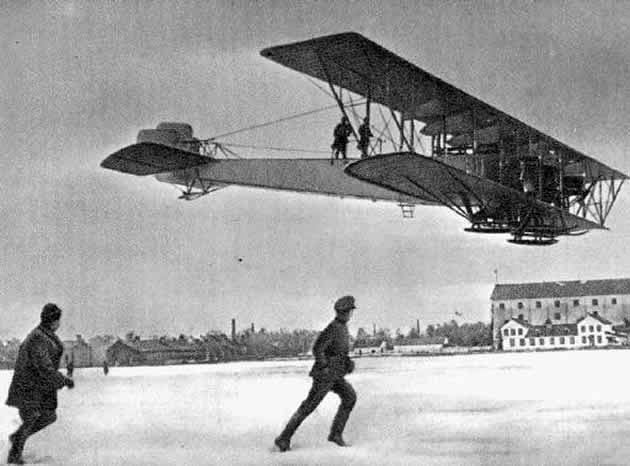
Het promenadedek op het dak van de vliegtuigcabine waar passagiers tijdens de vlucht konden lopen

In 1918 voerde geen enkel Moerometsvliegtuig een militaire missie uit. Pas in augustus-september 1919 maakte Sovjet Rusland voor het eerst weer gebruik van twee Moeromets vliegtuigen in de regio Orjol.
De eerste binnenlandse lijnvluchten in de nieuwe Sovjetstaat begonnen in 1920 met vluchten tussen Sarapoel (regio Oedmoertië) en Jekaterinburg met een groot Ilja Moeromets vliegtuig.
In 1920 werden diverse vluchten uitgevoerd tijdens de Pools-Russische oorlog in het kader van vijandelijkheden tegen Pjotr Wrangel. Op 21 november in 1920 vond de laatste militaire vlucht met een Ilja Moeromets plaats.
Op 1 mei 1921 werd een postverbinding van Moskou naar Charkov geopend, waar zes Moerometsvliegtuigen het post- en passagiersverkeer voor deze verbinding verzorgden. De motoren van deze vliegtuigen waren tamelijk versleten en vaak gereviseerd, waardoor de lijndienst al in oktober 1922 opgeheven moest worden. Het vliegtuig had een vervoerscapaciteit van zestig passagiers en kon ongeveer 2 ton aan lading vervoeren.
In 1922 vloog Sokrat Monastyrjov van Moskou naar Bakoe in een Ilja Moeromets vliegtuig.
Een van de lijnvliegtuigen voor postverkeer werd overgedragen als trainingsvliegtuig. In de periode van 1922-23 werden met dit vliegtuig zo’n 80 trainingsvluchten uitgevoerd. De Moeromets is na deze staat van dienst niet meer opgestegen. In het Nationale Luchtvaartmuseum dicht bij Moskou is een maquette van de Ilja Moeromets tentoongesteld, voorzien van motoren van Tsjechische makelij. De replica van het vliegtuig werd in de oorspronkelijke maten uitgevoerd in opdracht van de Russische filmproductiemaatschappij Mosfilm voor de filmproductie 'Poema o kryljach' ('Gevleugeld gedicht'). De replica kan taxiën en op de luchthaven korte sprints maken. Het maakt sinds 1979 deel uit van het luchtvaartmuseum. Na een noodzakelijke restauratie keerde het vliegtuig in 1985 weer in de expositie terug.

## Gegevens Ilja Moeromets
| Ilja Moeromets                      | IM-B                                                        | IM-V                                                        | IM-G-1                                                      | IM-D-1                                                      | IM-E-1                                                      |
| ----------------------------------- | ----------------------------------------------------------- | ----------------------------------------------------------- | ----------------------------------------------------------- | ----------------------------------------------------------- | ----------------------------------------------------------- |
| Vliegtuigtype                       | bommenwerper                                                | bommenwerper                                                | bommenwerper                                                | bommenwerper                                                | bommenwerper                                                |
| Ontwerper                           | Vliegtuigafdeling van de Russisch-Baltische spoorwegfabriek | Vliegtuigafdeling van de Russisch-Baltische spoorwegfabriek | Vliegtuigafdeling van de Russisch-Baltische spoorwegfabriek | Vliegtuigafdeling van de Russisch-Baltische spoorwegfabriek | Vliegtuigafdeling van de Russisch-Baltische spoorwegfabriek |
| In dienst van                       | Russische Keizerlijke Luchtmacht                            | Russische Keizerlijke Luchtmacht                            | Russische Keizerlijke Luchtmacht                            | Russische Keizerlijke Luchtmacht                            | Russische Keizerlijke Luchtmacht                            |
| Productiejaar                       | 1913—1914                                                   | 1914—1915                                                   | 1915—1917                                                   | 1915—1917                                                   | 1916—1918                                                   |
| Lengte (m)                          | 19                                                          | 17,5                                                        | 17,1                                                        | 15,5                                                        | 18,2                                                        |
| Spanwijdte bovenvleugels (m)        | 30,9                                                        | 29,8                                                        | 30,9                                                        | 24,9                                                        | 31,1                                                        |
| Spanwijdte benedenvleugels (m)      |                                                             | 21,0                                                        |                                                             |                                                             |                                                             |
| Vleugeloppervlak (m²)               | 150                                                         | 125                                                         | 148                                                         | 132                                                         | 200                                                         |
| Vliegtuiggewicht zonder lading (kg) | 3100                                                        | 3500                                                        | 3800                                                        | 3150                                                        | 4800                                                        |
| Vliegtuiggewicht met lading (kg)    | 4600                                                        | 5000                                                        | 5400                                                        | 4400                                                        | 7500                                                        |
| Vliegduur (u)                       | 5                                                           | 4,5                                                         | 4                                                           | 4                                                           | 4,4                                                         |
| Vlieghoogte (m)                     | 3000                                                        | 3500                                                        | 3000                                                        | ?                                                           | 2000                                                        |
| Stijgsnelheid (m/s)                 | 2000/30'                                                    | 2000/20'                                                    | 2000/18'                                                    | ?                                                           | 2000/25'                                                    |
| Maximumsnelheid (km/u)              | 105                                                         | 120                                                         | 135                                                         | 120                                                         | 130                                                         |
| Motoren                             | 4 motoren «Argus» 140 pk (Lijnmotor)                        | 4 motoren «Russo-Baltique» 150 pk (Lijnmotor)               | 4 motoren «Sunbeam» 160 pk (Lijnmotor)                      | 4 motoren «Sunbeam» 150 pk (Lijnmotor)                      | 4 motoren «Renault» 220 pk (Lijnmotor)                      |
| Totale productie                    | 7                                                           | 30                                                          | ?                                                           | 3                                                           | ?                                                           |
| Bemanningsgrootte                   | 5                                                           | 5—6                                                         | 5—7                                                         | 5—7                                                         | 6—8                                                         |
| Militaire uitrusting                | 2x mitrailleur 350 kg bom                                   | 4x mitrailleur 417 kg bom                                   | 6x mitrailleur 500 kg bom                                   | 4x mitrailleur 400 kg bom                                   | 5—8x mitrailleur tot 1500 kg bom                            |

## Wapenuitrusting
De af te werpen bommen waren zowel aan de binnenkant van het vliegtuig bevestigd, in verticale positie langs de zijkant, als aan de buitenkant, met een bevestiging van boven. De bommenlast van het vliegtuig groeide tot 500 kilo in 1916, en voor het afwerpen van de bommen ontwikkelde men een elektrisch aangedreven mechanisme.
Het eerste verdedigingswapen aan boord van Ilja Moeromets was het 37 mm kaliber scheepskanon Gotsjkis. Dit wapen werd voorin gemonteerd op een daarvoor bestemde ruimte als een aanvalswapen in de strijd tegen Zeppelins. Het vuurkanon werd bemand door een schutter en een munitielader. Het platform waar het snelvuurwapen op gemonteerd was onderging ook diverse aanpassingen in het seriemodel IM-A (Nr. 107) en IM-B. (Nr. 128, 135, 136, 138 en 143). Het scheepskanon werd in slechts twee vliegtuigen ingebouwd. Ze zijn uitgetest, maar werden uiteindelijk nooit in gevechtssituaties gebruikt.
In diverse aangepaste modellen van de Ilja Moeromets was het vliegtuig voorzien van een defensief vuurwapen dat zeer varieerde in kwaliteit en constructievorm, met mitrailleurs met merknamen zoals Maxim, Vickers, Lewis, Madsen en Colt.